# Mülheim-Kärlich
Mülheim-Kärlich is een plaats in de Duitse deelstaat Rijnland-Palts, gelegen in de Landkreis Mayen-Koblenz. De plaats telt 11.185 inwoners.

## Kerken
- Sint-Mauritiuskerk, Kärlich
- Kapel Am Guten Mann, Kärlich
- Maria-Hemelvaartkerk, Mülheim